# Fußball-Europameisterschaft 1976/Deutschland
Dieser Artikel behandelt die deutsche Nationalmannschaft bei der Fußball-Europameisterschaft 1976 in Jugoslawien.

## Qualifikation
Abschlusstabelle (Gruppe 8)
| Pl. | Land           | Sp. | S | U | N | Tore    | Diff. | Punkte |
| --- | -------------- | --- | - | - | - | ------- | ----- | ------ |
| 1.  | BR Deutschland | 6   | 3 | 3 | 0 | 014:400 | +10   | 09:30  |
| 2.  | Griechenland   | 6   | 2 | 3 | 1 | 012:900 | +3    | 07:50  |
| 3.  | Bulgarien      | 6   | 2 | 2 | 2 | 012:700 | +5    | 06:60  |
| 4.  | Malta          | 6   | 1 | 0 | 5 | 002:200 | −18   | 02:10  |

Spielergebnisse
| 20.11.1974 Piräus (Karaiskakis-Stadion)          | Griechenland   | - | BR Deutschland | 2:2 (1:0) | Tore: Delikaris (13.), Cullmann (51.), Eleftherakis (70.), Wimmer (83.)                                       |
| 22.12.1974 Gżira (Empire Stadium)                | Malta          | - | BR Deutschland | 0:1 (0:1) | Tor: Cullmann (44.)                                                                                           |
| 27.04.1975 Sofia (Wassil-Lewski-Nationalstadion) | Bulgarien      | - | BR Deutschland | 1:1 (0:0) | Tore: Kolew (71., Foulelfmeter), Ritschel (75., Foulelfmeter)                                                 |
| 11.10.1975 Düsseldorf (Rheinstadion)             | BR Deutschland | - | Griechenland   | 1:1 (0:0) | Tore: Heynckes 68., Delikaris (78.)                                                                           |
| 19.11.1975 Stuttgart (Neckarstadion)             | BR Deutschland | - | Bulgarien      | 1:0 (0:0) | Tor: Heynckes (64.)                                                                                           |
| 28.02.1976 Dortmund (Westfalenstadion)           | BR Deutschland | - | Malta          | 8:0 (4:0) | Tore: Worm (5.), (27.), Heynckes (34.), (58.), Beer (41., Foulelfmeter), (77.), Vogts (82.), Hölzenbein (87.) |

### Viertelfinale
| Datum          |                | Ergebnis  |                | Tore                                   |
| -------------- | -------------- | --------- | -------------- | -------------------------------------- |
| 24. April 1976 | Spanien        | 1:1 (1:0) | BR Deutschland | 1:0 Santillana (21.), 1:1 Beer (60.)   |
| 22. Mai 1976   | BR Deutschland | 2:0 (2:0) | Spanien        | 1:0 Hoeneß (17.), 2:0 Toppmöller (43.) |
| Gesamt:        | Spanien        | 1:3       | BR Deutschland |                                        |

## Deutsches Aufgebot
| N°         | Name                | damaliger Verein         | Geburtstag | Spiele   | Tore     | Rote Karte | Gelbe Karte |
| Torhüter   | Torhüter            | Torhüter                 | Torhüter   | Torhüter | Torhüter | Torhüter   | Torhüter    |
| ---------- | ------------------- | ------------------------ | ---------- | -------- | -------- | ---------- | ----------- |
| 01         | Sepp Maier          | FC Bayern München        | 28.02.1944 | 2        | 0        | 0          | 0           |
| 18         | Rudi Kargus         | Hamburger SV             | 15.08.1952 | 0        | 0        | 0          | 0           |
| Abwehr     |                     |                          |            |          |          |            |             |
| 02         | Berti Vogts         | Borussia Mönchengladbach | 30.12.1946 | 2        | 0        | 0          | 0           |
| 03         | Bernard Dietz       | MSV Duisburg             | 22.03.1948 | 2        | 0        | 0          | 0           |
| 04         | Georg Schwarzenbeck | FC Bayern München        | 03.04.1948 | 2        | 0        | 0          | 0           |
| 05         | Franz Beckenbauer   | FC Bayern München        | 11.09.1945 | 2        | 0        | 0          | 0           |
| 16         | Peter Nogly         | Hamburger SV             | 14.01.1947 | 0        | 0        | 0          | 0           |
| 17         | Manfred Kaltz       | Hamburger SV             | 06.01.1953 | 0        | 0        | 0          | 0           |
| Mittelfeld |                     |                          |            |          |          |            |             |
| 06         | Herbert Wimmer      | Borussia Mönchengladbach | 09.11.1944 | 2        | 0        | 0          | 0           |
| 07         | Rainer Bonhof       | Borussia Mönchengladbach | 29.03.1952 | 2        | 0        | 0          | 0           |
| 08         | Uli Hoeneß          | FC Bayern München        | 05.01.1952 | 2        | 0        | 0          | 0           |
| 10         | Erich Beer          | Hertha BSC               | 09.12.1946 | 2        | 0        | 0          | 0           |
| 13         | Dietmar Danner      | Borussia Mönchengladbach | 29.11.1950 | 1        | 0        | 0          | 0           |
| 14         | Hannes Bongartz     | FC Schalke 04            | 03.10.1951 | 1        | 0        | 0          | 0           |
| 15         | Heinz Flohe         | 1. FC Köln               | 28.01.1948 | 2        | 1        | 0          | 0           |
| Angriff    |                     |                          |            |          |          |            |             |
| 09         | Dieter Müller       | 1. FC Köln               | 01.04.1954 | 2        | 4        | 0          | 0           |
| 11         | Bernd Hölzenbein    | Eintracht Frankfurt      | 09.03.1946 | 2        | 1        | 0          | 0           |
| 12         | Ronald Worm         | MSV Duisburg             | 07.10.1953 | 0        | 0        | 0          | 0           |
| Trainer    |                     |                          |            |          |          |            |             |
|            | Helmut Schön        |                          | 15.09.1915 |          |          |            |             |

## Deutsche Spiele

### Halbfinale
|                                                |   |                |                      |
| 17. Juni 1976 in Belgrad (Stadion Roter Stern) |   |                |                      |
| Jugoslawien                                    | – | BR Deutschland | 2:4 n. V. (2:2, 2:0) |

### Finale
|                                                |   |                |                                 |
| 20. Juni 1976 in Belgrad (Stadion Roter Stern) |   |                |                                 |
| Tschechoslowakei                               | – | BR Deutschland | 2:2 n. V. (2:2, 2:1), 5:3 i. E. |

siehe auch: Nacht von Belgrad